# The Night Watch
The Night Watch è un album dal vivo del gruppo musicale britannico King Crimson, pubblicato nel 1997 dalla Discipline Global Mobile.

## Descrizione
Contiene la registrazione integrale del concerto svoltosi originariamente il 23 novembre 1973 al Concertgebouw di Amsterdam.
L'esibizione fu una delle più importanti nella carriera del gruppo e parte del materiale inedito suonato nel corso della serata fece da base per la realizzazione del successivo album in studio, Starless and Bible Black, pubblicato nel 1974. Fanno parte di queste The Night Watch, Fracture, Trio e Starless and Bible Black, di cui le ultime due presentate sotto forma di lunghe improvvisazioni strumentali. Buona parte dello spettacolo venne trasmesso in diretta dalla BBC, evento di un certo rilievo per l'epoca, e fu largamente diffuso sotto forma di bootleg.
La copertina dell'album è stata realizzata dal grafico P.J. Crook.

## Tracce
CD 1
1. Easy Money – 6:14 (Robert Fripp, John Wetton, Richard Palmer-James)
2. Lament – 4:14 (Robert Fripp, John Wetton, Richard Palmer-James)
3. Book of Saturday – 4:07 (Robert Fripp, John Wetton, Richard Palmer-James)
4. Fracture – 11:28 (Robert Fripp)
5. The Night Watch – 5:28 (Robert Fripp, John Wetton, Richard Palmer-James)
6. Improvisation: Starless and Bible Black – 9:11 (Bill Bruford, David Cross, Robert Fripp, John Wetton)

CD 2
1. Improvisation: Trio – 6:09 (Bill Bruford, David Cross, Robert Fripp, John Wetton)
2. Exiles – 6:37 (David Cross, Robert Fripp, Richard Palmer-James)
3. Improvisation: The Fright Watch – 6:03 (Bill Bruford, David Cross, Robert Fripp, John Wetton)
4. The Talking Drum – 6:34 (Bill Bruford, David Cross, Robert Fripp, Muir, John Wetton)
5. Larks' Tongue in Aspics (part II) – 7:51 (Robert Fripp)
6. 21st Century Schizoid Man – 10:38 (Robert Fripp, Michael Giles, Greg Lake, Ian McDonald, Peter Sinfield)

## Formazione
Gruppo
- Robert Fripp – chitarra, mellotron
- John Wetton – basso, voce
- David Cross – viola, violino, tastiera
- Bill Bruford – batteria, percussioni

Produzione
- George Chkiantz, David Singleton, Alex Mundy – ingegneria del suono
- David Singleton, Robert Fripp – missaggio